# 아그네테 헤겔룬
아그네테 헤겔룬(Agnete Hegelund, 1988년 3월 10일 ~ )는 덴마크의 모델이다.